# Histoire de la logique

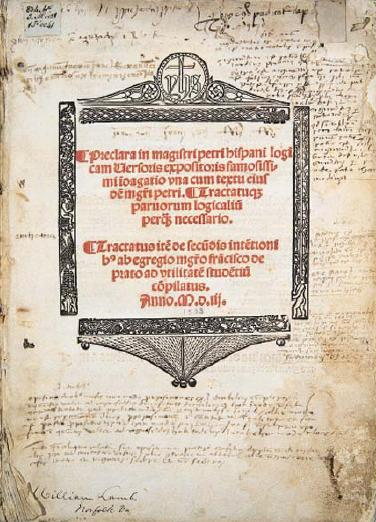
Livres sur l'histoire de la logique, publié en 1503 à Séville, par Pierre d'Espagne.

 (septembre 2012).
 (novembre 2007).
Si vous disposez d'ouvrages ou d'articles de référence ou si vous connaissez des sites web de qualité traitant du thème abordé ici, merci de compléter l'article en donnant les références utiles à sa vérifiabilité et en les liant à la section « Notes et références ».
L'histoire de la logique, en Occident, prend ses racines dans la philosophie et les mathématiques de la Grèce antique pour se développer en richesse au XXe siècle. Des développements parallèles ont notamment eu lieu en Chine et en Inde. Le développement de la logique dans le monde arabo-musulman s'intègre à celui de l'Europe, du fait de leur proximité.

## Logique pré-moderne

### Logique chinoise
La logique chinoise est longtemps restée isolée des développements de la logique en Europe et dans le monde arabo-musulman.
400 ans avant notre ère, la fondation de l'école du moïsme est attribuée à Mozi. Ses canons ont trait à la dérivation d'inférences valides et aux conditions selon lesquelles on peut tirer des conclusions valides. Une école dérivée dite des Logiciens se voit parfois attribuer la découverte des bases de la logique mathématique[réf. nécessaire].
Cependant, de par la montée en pouvoir du légisme de la Dynastie Qin 200 ans avant notre ère, cette voie de recherche disparaît jusqu'à l'introduction de la philosophie indienne, par le biais du bouddhisme.

### Logique indienne
Des six écoles de pensée indiennes, deux ont trait à la logique : Nyaya et Vaisheshika. Une école réaliste Nyaya de Gotama établit un schéma d'inférence à cinq parties : la prémisse initiale, la raison, un exemple, une application et une conclusion.[réf. nécessaire] La philosophie bouddhiste devient la principale opposition à cette école. C'est l'analyse "catuskoti" ou de tétralemme qui consiste à systématiquement falsifier toute proposition. Ceci se fait en quatre étapes : on examine et rejette une proposition, on rejette sa négation, on rejette son affirmation et sa négation et, finalement, on rejette son affirmation et sa falsification.[réf. nécessaire]
C'est toutefois plus tard que la philosophie bouddhiste atteint son apogée avec Dignaga et Dharmakirti. Une doctrine « de la différenciation » est développée : on pourrait dire qu'il s'agit d'une théorie de définition des propriétés d'inclusion et d'exclusion.[réf. nécessaire] Au XVIe siècle, l'école de Navya-Nyāya introduisait une analyse formelle de l'inférence.

#### La logique indienne et l'hexagone logique
Dans La Logique et son histoire, d'Aristote à Russell Robert Blanché mentionne que Józef Maria Bocheński  parle d’une sorte de triangle logique indien qu’il convient d’opposer au carré d’Aristote (ou carré d'Apulée) et qui annonce l'hexagone logique. Il semble qu'avec ce triangle logique, la logique indienne propose une approche du problème posé par les propositions particulières du langage naturel. Si l'hexagone logique de Blanché est plus complet et plus puissant par son pouvoir d'explication des relations entre logique et langage naturel, il se pourrait que la logique indienne  soit supérieure à la logique d'Aristote.[pas clair]

### Époque babylonienne
La rigueur est une caractéristique de la société babylonienne qui préfigure le raisonnement logique. Cela se manifeste dans le Code de Hammurabi où le droit est établi sur des règles précises qui relient la peine encourue au délit perpétré. De même, les premiers algorithmes écrits sur des tablettes d'argile décrivent des calculs parfois très sophistiqués suivant un schéma très précis.

### Antiquité grecque
Dans le monde occidental, les bases de la logique qui ont été formalisées par Aristote et Euclide, perdurent jusqu'à notre époque. Cependant, leurs approches distinctes[réf. nécessaire] ne se rejoindront qu'au siècle dernier.
L'objet de la logique d'Aristote est l'analyse des formes de pensée permettant de construire un discours (logos en grec) philosophique cohérent. Le traité original, appelé Organon, formalisé au XIIIe siècle, structure la logique à partir de concepts comme la catégorie ou le syllogisme dont on trouve encore des analogies avec la logique mathématique actuelle.
Euclide (vers -325, mort vers -265) est un formalisateur qui expose sa doctrine dans un ouvrage appelé Éléments, constitué de 13 livres. Son objectif se limite à fonder un corpus logique suffisant pour les mathématiques. Les éléments fondamentaux qu'il appelle « notion ordinaire » ou postulat sont spécifiques aux mathématiques. Ils ne peuvent prétendre à la généralité que couvre la logique d'Aristote, qui est essentiellement à finalité philosophique. Un exemple de postulat est : « Un segment de droite peut être tracé en joignant deux points quelconques.»[réf. nécessaire]
La Grèce antique a vu aussi une autre forme de logique, la logique mégarico-stoïcienne, très différente dans ses principes (voir Stoïcisme).

### Moyen Âge européen
Dès le haut Moyen Âge, le savoir était structuré dans les arts libéraux, qui comprenaient le trivium, disciplines du logos non quantifié, et le quadrivium, du logos quantifié. Le trivium comprenait la grammaire, la rhétorique, et la dialectique. Celle-ci avait été transmise de l'antiquité grecque par l'intermédiaire de saint Augustin et Platon. La dialectique consistait en un jeu de questions/réponses, qui visait à chercher la vérité.
Gerbert d'Aurillac, philosophe et mathématicien, qui devint pape sous le nom de Sylvestre II en 999 , réintroduisit la dialectique dans l'école de Reims[réf. nécessaire].
La recherche de textes grecs perdus en Europe de l'ouest, entamée dès le haut Moyen Âge,, aboutit à force de persévérance (renaissances médiévales) et de multiplication des sources : grecque depuis les contacts avec l'Empire romain d'orient,, Βασιλεία των Ῥωμαίων, dit 'byzantin' postérieurement à son déclin; arabe, à l'instar du célèbre mouvement connu sous le nom d'école de Tolède.
Après la résurgence documentaire du Mont-Cassin au XIe siècle, la renaissance du XIIe siècle permet l'accès en latin à des œuvres d'Aristote   encore inconnues aux nations issues de la fission de l'Empire romain d'occident, comme Jacques de Venise directement depuis le grec, ou l'«école de Tolède» depuis l'arabe (via médiation syriaque) .
C'est ainsi que, au XIIIe siècle, l'école scolastique restructura le savoir sous l'impulsion de saint Thomas d'Aquin. Elle développa une logique essentiellement fondée sur les traités d'Aristote portant sur ce thème, regroupés dans l'Organon. La philosophie fut alors subdivisée en logique, métaphysique, et éthique. Comme la philosophie et les sciences médiévales (mathématiques, médecine...), elle s'inspira des grands philosophes et savants arabes, avec des philosophes tels qu'Averroès.
Les premiers piliers du savoir étaient alors la Bible et l'Organon, ainsi que la métaphysique et l'éthique. La foi en Dieu, la logique et la métaphysique d'Aristote étaient les sources d'un véritable savoir. La logique, au sens d'une construction mathématique, et l'observation n'étaient pas considérées comme les voies du savoir noble.[réf. nécessaire] Le savoir était alors divisé en deux grandes parties, l'episteme, le savoir noble, qui s'intéressait au pourquoi enseigné dans les studia humanitatis, et la techne enseignée dans les écoles d'Abaco qui s'intéressait au comment. Si l'Organon d'Aristote entrait dans l'espisteme, les mathématiques étaient essentiellement enseignées dans les écoles d'Abaco.

## Période Classique
La période qui s'étend de la Renaissance au XVIIe siècle va voir un bouleversement si profond dans sa manière d'appréhender la logique que l'on parle souvent de révolution: la révolution copernicienne. Le système formel, qu'il soit d'ordre mathématique ou plus généralement d'ordre philosophique ne résiste pas au besoin des développements de la science.[réf. nécessaire] La construction d'Euclide n'est plus suffisante, la logique mathématique prend alors une nouvelle forme autorisant une part plus grande à l'intuition au détriment du formalisme. La physique au sens moderne du terme apparaît comme une source de savoir qui demande une profonde réforme de pensée à la fois sur l'empirisme (c’est-à-dire sur le rapport à l'expérience) et sur le rôle de la logique formelle qui apparaît de moins en moins comme le bon outil de source de savoir.

### Période classique et mathématiques
Les mathématiques prennent alors une liberté vis-à-vis du formalisme qui ne fera que grandir. Dès le début du XVIe siècle, les mathématiciens italiens dont Cardano utilisent des nombres imaginaires/insensés/impossibles qui ne suivent alors aucun formalisme acceptable dans des calculs intermédiaires.[réf. nécessaire] À l'aide de cette méthode, il résout un vieux problème, celui des polynômes de degré 3. Il est alors aisé de justifier le résultat par une vérification a posteriori. Il est à cette époque admis que cette technique n'est pas totalement acceptable, mais qu'importe si elle permet de résoudre de manière juste. Cette approche quitte le formalisme, mais uniquement pour un temps, celui de la recherche de la solution. Ensuite, la solution trouvée respecte parfaitement les postulats d'Euclide. Cette première lézarde dans l'édifice de la logique formelle[réf. nécessaire] n'est donc pas si redoutable.
Durant le XVIIe siècle et poussé par les besoins de la physique, le calcul infinitésimal apparaît. Cette branche des mathématiques prolonge les travaux de l'antiquité grecque sur la limite d'une suite ou d'une série. Ces travaux avaient été initiés par des paradoxes comme celui de Zénon ou les premiers résultats qu'avaient établis Archimède pour la quadrature de la parabole. Cette branche des mathématiques traite du calcul de la vitesse, de l'accélération et de manière plus générale du calcul différentiel et intégral.
Suivre un formalisme logique suppose une approche qui s'appuie sur des propositions démontrées sur la base d'axiomes ou de propositions déjà démontrées et avec des règles bien définies. Or le calcul infinitésimal suppose la notion de limite. À cette époque ce concept ne peut être appréhendé qu'à l'aide d'une approche intuitive. Leibniz et Newton proposent alors une notion d'infiniments petits. Cette notion, proche du 0 permet néanmoins des divisions entre eux. alors que le calcul de 0/0 n'est pas défini dans le cadre d'une logique formelle, il devient ici sensé et permet même d'être calculé. La logique mathématique devient donc un mélange d'intuition et de formalisme Euclidien. On peut dire qu'à cette époque, jamais les mathématiques et la logique au sens formel du terme n'ont été aussi éloignées.[réf. nécessaire]
Cette démarche est néanmoins trop puissante et démontre des résultats trop importants pour être refusée. La théorie de la gravitation universelle, fruit de ces nouvelles mathématiques, montre le premier exemple de loi physique s'appliquant non seulement sur terre mais aussi dans l'espace. Ce résultat aussi met fin à une vieille polémique sur le fait de savoir si la terre tourne autour du soleil ou l'inverse.
L'absence de formalisation disponible a ainsi poussé les mathématiques à quitter clairement le champ de la logique pure pour admettre des outils que seuls l'intuition autorise mais que la logique condamne.[réf. nécessaire]

### Période Classique et philosophie
La révolution en matière de logique touche de manière aussi profonde la philosophie. Cette révolution se situe dans une période correspondant approximativement au même moment que l'évolution de la logique en mathématique.
Au tournant du XVIe siècle Léonard de Vinci est un vivant exemple de la volonté de réforme de la philosophie par une approche logique distincte.[réf. nécessaire] Il remet en question la notion de logique formelle au sens d'Aristote comme source de savoir au profit de l'expérience. Son utilisation du mot expérience ne correspond néanmoins pas à l'image moderne que l'on s'en fait mais plus à la notion d'observation. Il écrit dans le codex Atlanticus 119 v-a : « Je me rend bien compte que, du fait que je ne suis pas un lettré, certains présomptueux croiront pouvoir me blâmer en alléguant que je suis un ignorant (…) Et l'expérience ayant été la maîtresse de ceux qui écrivent bien, je la choisis pour maîtresse et, en tout cas, ferai appel à elle. » L'intuition de Vinci va plus loin. Il écrit, dans la deuxième partie de sa vie, que la clé du savoir ne réside pas dans l'analogie mais dans les mathématiques. Il étudie systématiquement Euclide dans les années 1497-1499. Il souhaite comprendre le monde à l'aide d'une représentation mathématique correspondant à l'observation. Par exemple Léonard souhaite expliquer les mouvements de la langue « au moyen de [ses] principes mathématiques ». Cependant ses faiblesses en mathématiques ne lui permettent pas de bâtir un savoir ayant muté d'un fondement logique provenant de l'Organon à une logique euclidienne.[réf. nécessaire] Les éléments de la révolution sont tous là, même si elle ne peut avoir lieu à cette époque par manque de résultats tangibles.
Un siècle plus tard Galilée remet fortement en question le savoir de son temps par son approche du cosmos. Il a utilisé avec succès les mathématiques pour définir les bases de la dynamique. Ces bases permettent par exemple de calculer la trajectoire d'un boulet de canon et sont donc bien accueillies des artilleurs (d'autant que le calcul explique pourquoi c'est toujours l'angle de tir de 45° qui donne la meilleure portée).
Il confronte alors le modèle héliocentrique de Copernic au modèle géocentrique de Ptolémée. Cette démarche semble dans un premier temps s'opposer au contenu de la Bible. De ce fait, Galilée remet en question les fondements du savoir comme l'avait fait trois siècles auparavant Roger Bacon. La techné qu'il utilise à travers sa lunette astronomique, l'expérience et la modélisation mathématique pourraient ainsi contredire l'Organon, la métaphysique et l'interprétation de la bible. Faute de preuves, la polémique reste ouverte et il est condamné par l'Église. Cependant sa renommée est trop grande pour que cette attaque puisse être considérée comme anecdotique : ses cartes du ciel, utiles pour la navigation, restent utilisées en raison de leur précision.
À la fin du XVIIe siècle Newton remplace le modèle empirique de rotation de Kepler par une approche qui explique le pourquoi de la rotation par la formule très simple : F = mm'/d2. L'attitude de l'Église change alors du tout au tout : si les planètes elles-mêmes obéissent à des lois, cela ne suppose-t-il pas quelque part un législateur ? Peu à peu — et en citant le chanoine Copernic plus volontiers que Galilée — elle va utiliser cet argument à l'encontre de l'athéisme.
La révolution commencée à l'époque de Vinci d'une explication du monde utilise toujours la logique aristotélicienne dans ses raisonnements, mais n'est plus fondée sur la Bible : elle bâtit sur l'expérience et l'induction.
Le siècle des lumières considère cette découverte comme un pilier du savoir. Cette démarche fondée sur une nouvelle 'logique' qu'on appelle à l'époque la « raison éclairée de l'homme » est l'approche essentielle de cette philosophie. L'appel à la logique, au sens de l'expérience et aux mathématiques devient fréquent et Dieu commence à être étudié sous un angle différent de celui suggéré par la métaphysique et la Bible.
Kant, dans la Critique de la raison pure et ses cours de Logique, élabore une logique propre à la philosophie critique : la logique transcendentale. Celle-ci n'est pas fondée sur la logique formelle, mais au contraire la fonde.[réf. nécessaire]
Hegel élabore à son tour une logique dans la Science de la logique (1812) et la première partie de l'Encyclopédie des sciences philosophiques (1817-1830). Il s'agit de la logique dialectique, qui se démarque aussi bien de la logique formelle que de la logique transcendentale.

## Logique moderne
Frege jette les bases de la logique moderne et définit un langage entièrement formalisé: l'idéographie.
Avec les travaux d'Hilbert, le XIXe siècle réconcilie la logique et les mathématiques avancées. Hilbert met fin à ce qu'il qualifie de maladie infectieuse[réf. nécessaire]. La notion d'axiome prend un nouveau tournant : la définition axiomatique d'un concept et la base axiomatique d'une mathématique sont deux notions relativement différentes.
La réconciliation est de courte durée. Cantor sème la pagaille en modifiant inconsciemment la base axiomatique. Dans le même temps, il met le doigt sur des propositions indécidables[réf. nécessaire]. Il s'avère que celles-ci ne peuvent être résolues qu'avec une compréhension de la logique plus profonde.
La logique ne devient plus logique. La logique qui reflétait essentiellement une évidence intuitive, s'ouvre à des paradoxes comme celui du menteur ou de l'ensemble de tous les ensembles. Husserl montre que la logique ne peut pas être cette base intuitive que tout le monde accepte.[réf. nécessaire]
Les fondements des mathématiques sont chahutées. Gödel y contribue par son théorème d'incomplétude et Brouwer en introduisant l'intuitionnisme. La logique gagne en relativité, les propositions ne sont plus vraies ou fausses mais aussi ni vraies, ni fausses. On peut ajouter autant d'axiomes que l'on veut et monter des systèmes mathématiques différents avec des axiomes inconciliables.[réf. nécessaire]

## Logique contemporaine
La logique booléenne est largement mise à contribution par une nouvelle discipline, l'informatique (matériel comme logiciel) fait déboucher sur l'important problème P=NP.
Dynamisée par le renouveau de la théorie des types (en), la correspondance de Curry-Howard établit les liens forts qui existent entre démonstration et calcul; cela débouchera sur des langages comme Haskell ou, à l'INRIA, Rocq.
Indépendamment de la logique classique s'en développent d'autres, construites pour répondre à des modélisations spécifiques :
- logique déontique
- logique intuitionniste prend une place importante comme première logique constructive
- lambda calcul permettant de modéliser une théorie du calcul, de l'informatique et des langages de programmation, tandis que de nouvelles logiques sous-structurelles apparaissent comme la logique linéaire permettant de mieux appréhender le raisonnement logique et pourquoi pas proposer une grande unification de la logique.[réf. nécessaire]
- logique bayésienne pour la très grande majorité des problèmes faisant intervenir l'incertain - ou en tout cas l'inconnu - et/ou l'apprentissage, parfois remplacée pour accélérer les calculs par une approximation suffisante nommée logique floue.

Un système axiomatique, l'analyse non standard, remet au goût du jour et  de façon rigoureuse les vieilles méthodes de calcul différentiel, mais n'a pas encore, semble-t-il, conduit à de théorème majeur.